# Джим Бучер
Джим Бутчер (англ. Jim Butcher, нар. 26 жовтня 1971 в Індепенденс, Міссурі, США) — американський письменник, автор бестселерів працює в жанрах жахів, трилера, фантастики та містики. Найвідоміший сучасною серією фентезійних книг «Справи Дрездена»  (англ. The Dresden Files). Також він є автором серії книг «Codex Alera». Бутчер — наймолодший син у своїх батьків, має дві старші сестри. Останнім часом він живе в Індепенденс зі своєю дружиною Шеннон К. Бутчер (авторкою любовних романів) та сином Джеймсом Джозефом.

## Біографія та кар'єра
Коли дитиною він сильно захворів, сестри познайомили його з романами «Володар перснів» і «The Han Solo Adventures» із серії про «Зоряні війни». У зв'язку з цим Бучер захопився науковою фантастикою.
Будучи підлітком, він закінчив свій перший роман і збирався стати письменником. Після багатьох невдалих спроб увійти в традиційний жанр фентезі (він називає Дж. Р. Р. Толкіна, Ллойда Александера та К. С. Льюїса серед інших як головний вплив), він написав першу книгу в серії «Справи Дрездена» — про професійного чарівника на ім’я Гаррі Дрезден, у сучасному Чикаго — як вправа на курсі письма в 1996 році у віці 25 років.
Два роки Бутчер розповсюджував свій рукопис у різних видавництвах, перш ніж відправитися на конференцію, щоб налагодити контакти в галузі. Після особистої зустрічі з Бутчером Рісія Мейнхардт, агентка, яка виявила Лорел Гемілтон, погодилася представляти його інтереси, що поклало початок його письменницькій кар’єрі. Однак шляхи Бутчера та Мейнхардт розійшлися; Дженніфер Джексон є його нинішнім агентом.
Бутчер написав дві серії: «Справи Дрездена»  (англ. The Dresden Files) та «Codex Alera». «Codex Alera» закінчився після шести романів, а «Справи Дрездена» все ще тривають; він також написав роман про Людину-павука під назвою «The Darkest Hours», випущений 27 червня 2006 року. Крім того, він зробив оповідання для публікації в My Big Fat Supernatural Wedding, зокрема, випущеному в жовтні 2006 року. З тих пір він брав участь у антології Many Bloody Returns в Вересень 2007 року та My Big Fat Supernatural Honeymoon у грудні 2007 року. У жовтні 2008 року він випустив ще одне оповідання в Blood Lite та повість «Backup».

### Серія«Справи Дрездена»(англ.The Dresden Files)
1. «Грозовий фронт» (англ. Storm Front) (2000)
2. «Повня дурня» (англ. Fool Moon) (2001)
3. «Могильна небезпека» (англ. Grave Peril) (2001)
4. «Літній лицар» (англ. Summer Knight) (2002)
5. «Маски смерті» (англ. Death Masks) (2003)
6. «Криваві обряди» (англ. Blood Rites) (2004)
7. «Мертвий удар» (англ. Dead Beat) (2005)
8. «Доведена провина» (англ. Proven Guilty) (2006)
9. «Біла ніч» (англ. White Night) (2007)
10. «Маленька послуга» (англ. Small Favor (2008)
11. «Зрадник» (англ. Turn Coat) (2009)
12. «Зміни» (англ. Changes) (2010)
13. «Примарна історія» (англ. Ghost Story) (2011)
14. «Холодні дні» (англ. Cold Days) (2012)
15. «Нечесна гра»  (англ. Skin Game) (2014)
16. «Мирні перемовини» (англ. Peace Talks) (2020)
17. «Поле битви» (англ. Battle Ground) (2020)

##### Короткі оповідання в серії «Файли Дрездена»
1. Side Jobs (2010) - книга коротких оповідань
2. Brief Cases (2018) - книга коротких оповідань

Перелік оповідань:
- «Restoration of Faith [Архівовано 23 листопада 2010 у Wayback Machine.]» (Harry Dresden коротке оповідання)
- «Vignette [Архівовано 23 листопада 2010 у Wayback Machine.]» (Harry Dresden vignette)
- «Something Borrowed» (Harry Dresden коротке оповідання), опублікована My Big Fat Supernatural Wedding (3 жовтня 2006, ISBN 0-312-34360-4)
- «It 's My Birthday Too» (Harry Dresden коротке оповідання), опублікована Many Bloody Returns (4 вересня 2007, ISBN 0-441-01522-0)
- «Heorot» (Harry Dresden коротке оповідання), опублікована My Big Fat Supernatural Honeymoon (26 грудня 2007, ISBN 0-312-37504-2)
- «Day Off» (Harry Dresden коротке оповідання), опублікована Blood Lite (21 жовтня 2008, ISBN 1-4165-6783-6)
- Welcome to the Jungle, приквел серії книг. Ілюстрований роман, малюнки виконав Ardian Syaf), опублікований Dabel Brothers (21 жовтня 2008, ISBN 0-345-50746-0
- Backup: A Story of the Dresden Files (Harry Dresden повість, ілюстрації Mike Mignola), опублікована Subterranean Press (31 жовтня 2008, ISBN 1-59606-182-0)
- «The Warrior», published in Mean Streets (6 січня 2009, ISBN 978-0-451-46249-7)
- «Last Call», published in Strange Brew (7 липня 2009, ISBN 978-0-312-38336-7)

### Серія «Codex Alera»
- Furies of Calderon (2004)
- Academ's Fury (2005)
- Cursor's Fury (2006)
- Captain's Fury (2007)
- Princeps' Fury (2008)
- First Lord's Fury (2009)

### Інше
- Spider-Man:The Darkest Hours (27 червня 2006, ISBN 1-4165-1068-0)

## Переклади українською
- Джим Бутчер. Грозовий фронт / пер. з анг. Артем Яворський. — К. : Nebo BookLab Publishing, 2024. — 264 с. — ISBN 978-617-8383-77-0.
- Джим Бутчер. Повня дурня / пер. з анг. Артем Яворський, Олександр Пашинський. — К. : Nebo BookLab Publishing, 2025. — 312 с. — ISBN 978-617-8383-78-7.